# Navasota
Navasota är en stad i Grimes County, Texas, USA. Befolkningen räknas år 2000 till 6,789. 2005 utnämndes staden till Blueshuvudstad i Texas till Mance Lipscombs ära. Staden är också hyfsat känd för sina byggnader i viktoriansk stil.